# Karl W. Ottesen
Karl Wilhelm Ottesen (stavas även Ottesén), född 18 september 1905 i Hobøl i Norge, död 1998, var en arkitekt verksam i Sverige från 1930-talet.

## Biografi
Ottesen avlade examen vid Norges tekniske høgskole 1928 och vid Kungliga Konsthögskolan i Stockholm 1934. Han blev svensk medborgare 1938. Från 1930 arbetade han för Gustaf Birch-Lindgren men 1944 startade han KW Ottesens Arkitektkontor. Året dessförinnan hade han knutits till Byggnadsstyrelsen.
Ottesen står bakom Enköpings och Karlshamns lasarett samt sjukhuset i Tierp. Han ritade tingshuset i Vetlanda (nuvarande Vetlanda museum) tillsammans med Karl Karlström 1938.

### Skolhusarkitekt
Ottesen har ritat flera skolhus, bland annat Höglandsskolan i Bromma, Stockholm (1932), Segeltorpsskolan (1951-1952 och 1970-1971), Vistaskolan (första etappen 1949-1955) och Kvarnbergsskolan i Huddinge kommun, Ekbacksskolan (1957) och  Gröndalsskolan (1957) i Stockholm och Tallidens skola (1965) i Nacka. I början av 1950-talet fick han uppdraget att rita Stora Vika skola i Stora Vika. Skolan togs i bruk till höstterminen 1955.

## Bilder

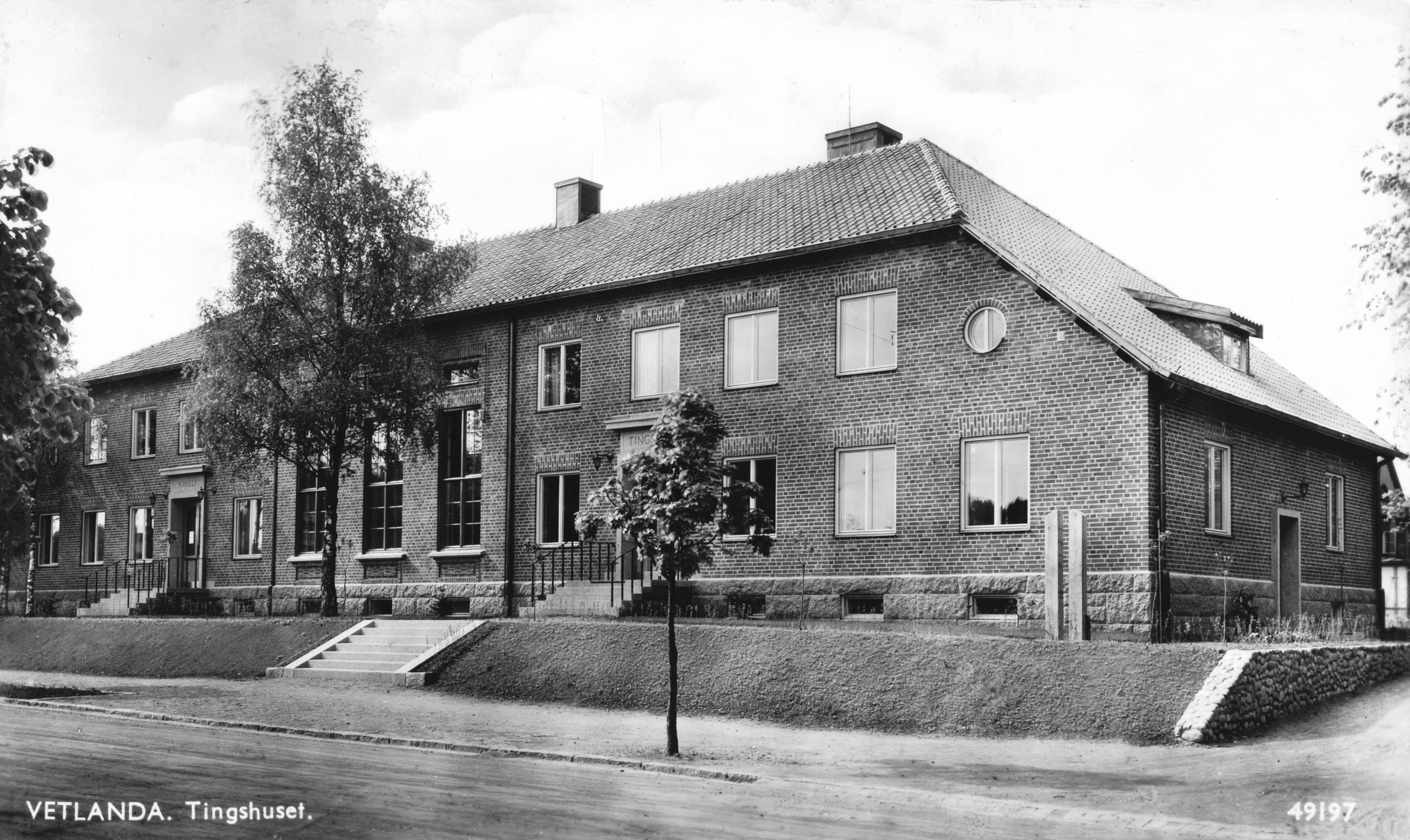
Tingshuset i Vetlanda
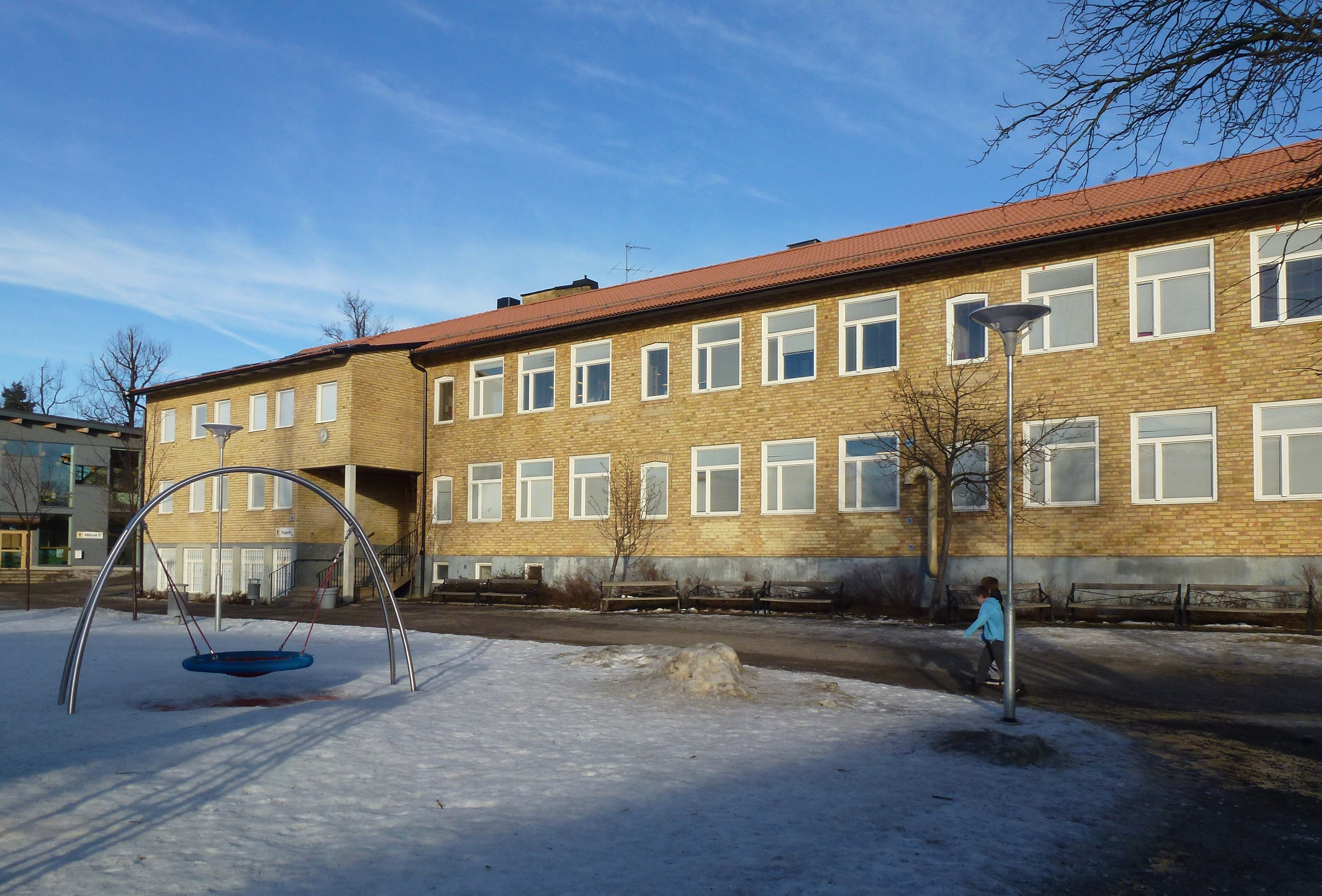
Segeltorpsskolans 1950-talsbyggnad
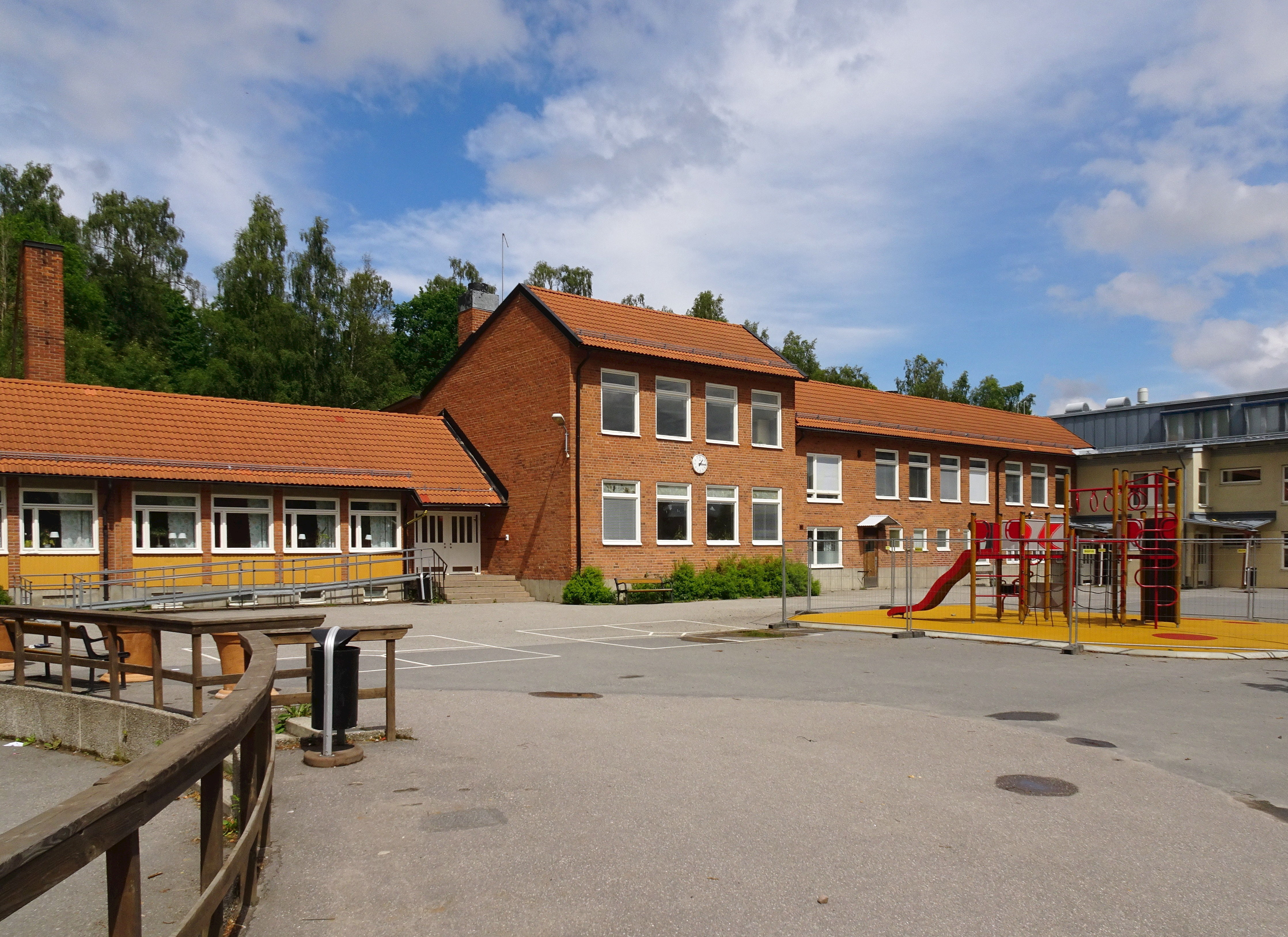
Vistaskolans 1950-talsbyggnad
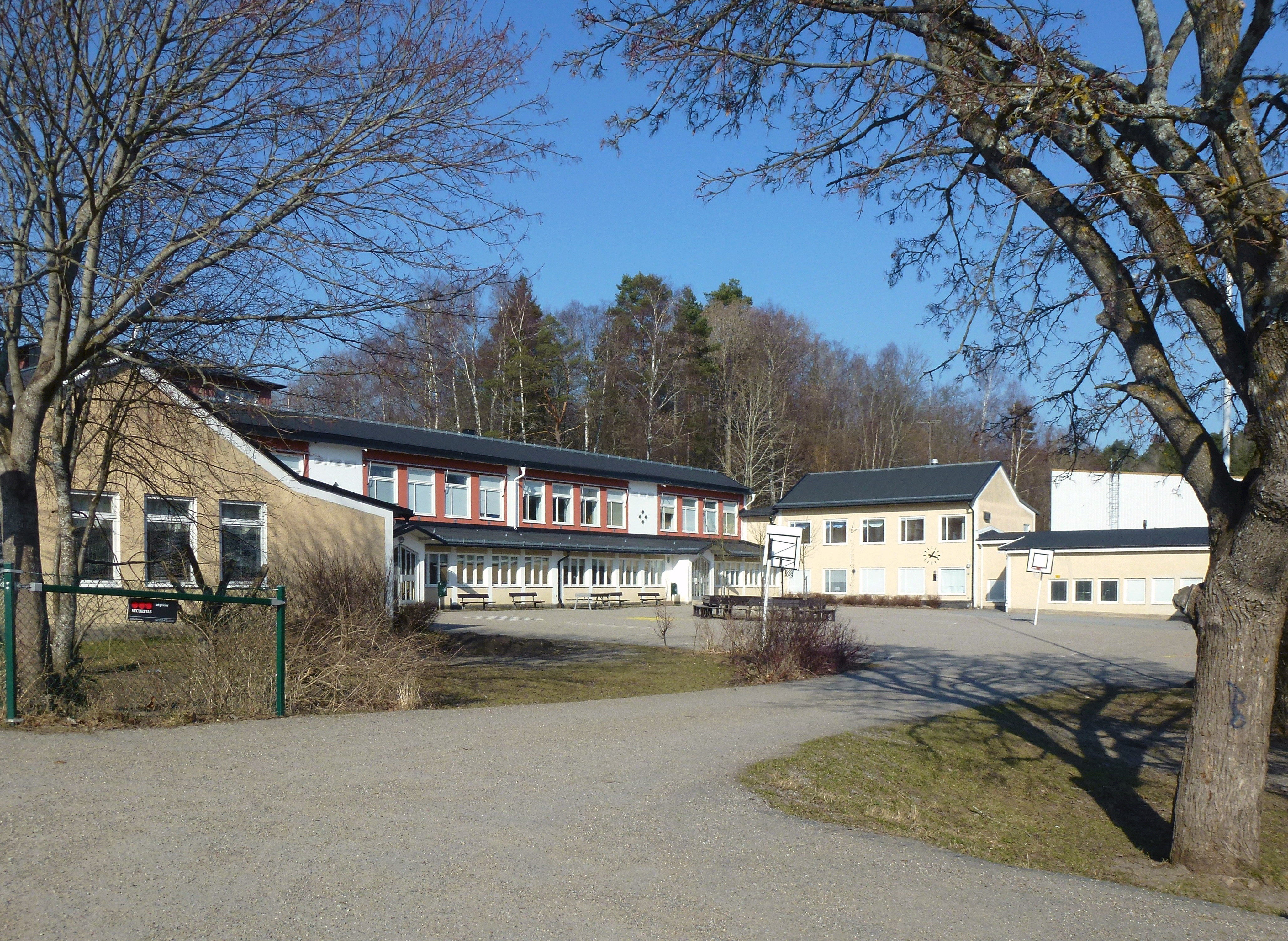
Stora Vika skola i Stora Vika